# 大波那遗址
大波那遗址，位于中华人民共和国云南省大理白族自治州祥云县刘厂镇大波那村东北约2公里的象山和黑龙山之间的缓坡台地上，是一处战国时期古墓群遗址。被评为2014年度全国十大考古新发现之一。

## 特点
1961年发现并挖掘。1964年，云南省博物馆对木椁铜棺墓及其他小型古墓葬数座进行清理发掘。出土木椁铜棺一口，铜棺由7块可拆卸的铜板构成，长2米，宽0.62米，边高0.45米，顶高0.62米，脚高0.11米，整棺形如同干栏式建筑。棺身铸有野猪、马鹿、水鸟、鹰、燕、虎、豹及三角形双线图案年纹饰，重达300公斤，是云南发现最大的青铜器，同时也是全国仅有的保存完整的青铜器时代铜棺。此外出土90多件随葬品，主要有兵器、农具、乐器、动物模型、生活用具、纺织工具和一面早期铜鼓。其中铜斧多呈扁平状，銎为椭圆、半圆形，上有卷云纹、弦纹和圆圈纹。铜锄整体近方形或半圆形，銎有半圆形、凹形或三角形者。反映出当时滇西农业生产的发展情况。1997年，大理州祥云县文物部门又在距此墓约1公里的地方清理了一座木椁墓，出土了锄、剑、豆、杯、镯、釜等文物40余件。两墓出土的文物形制特点完全一致，同属一个时代的遗存。

## 保护
1983年5月30日，祥云县人民政府公布大波那铜棺墓遗址为祥云县第一批文物保护单位。2019年2月21日，公布为第八批云南省文物保护单位。2019年10月7日，公布为第八批全国重点文物保护单位。

## 相关
- 云雷鸟兽纹铜棺

## 图像

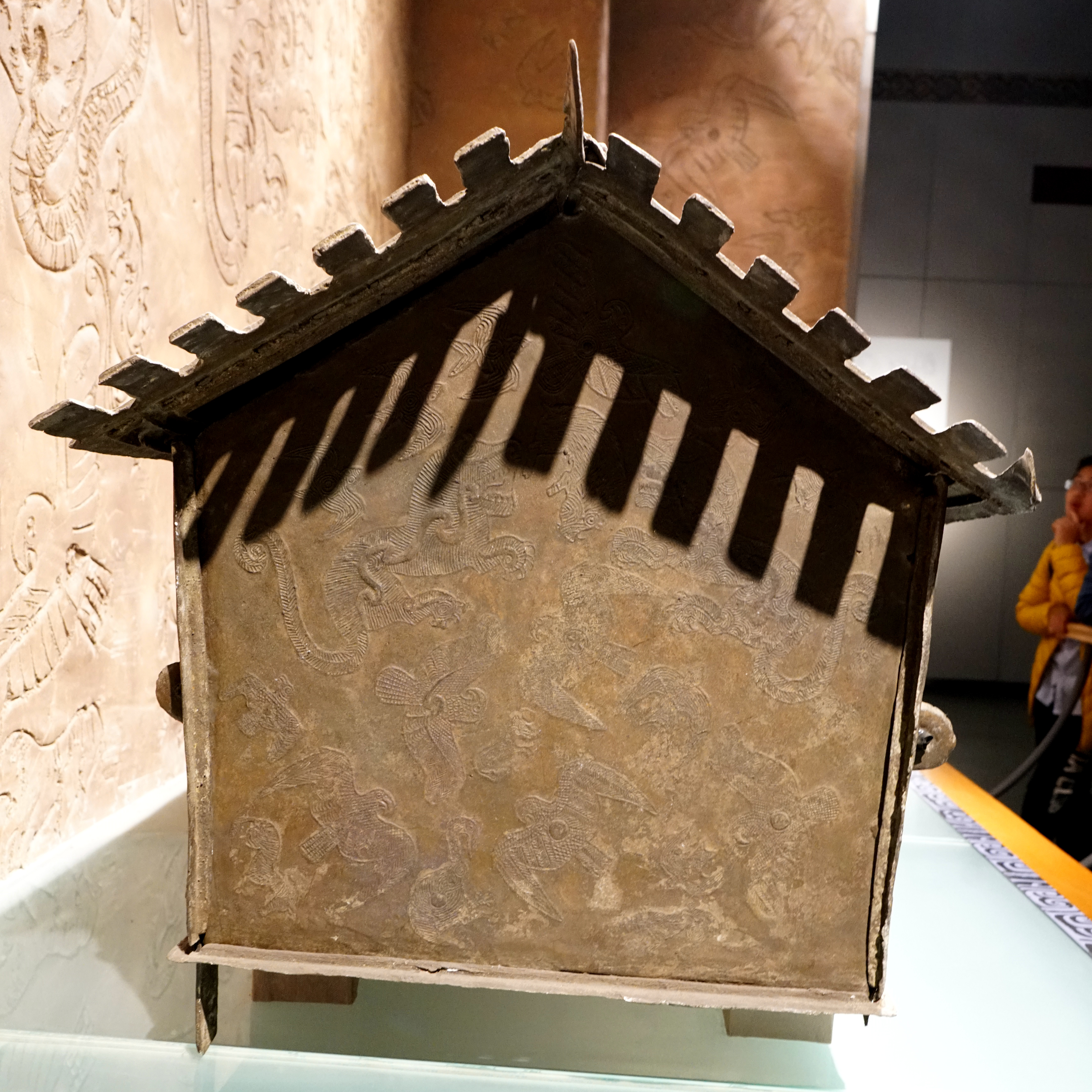
战国云雷鸟兽纹铜棺，国家一级文物，发掘于大波那古墓群遗址，现存于云南省博物馆
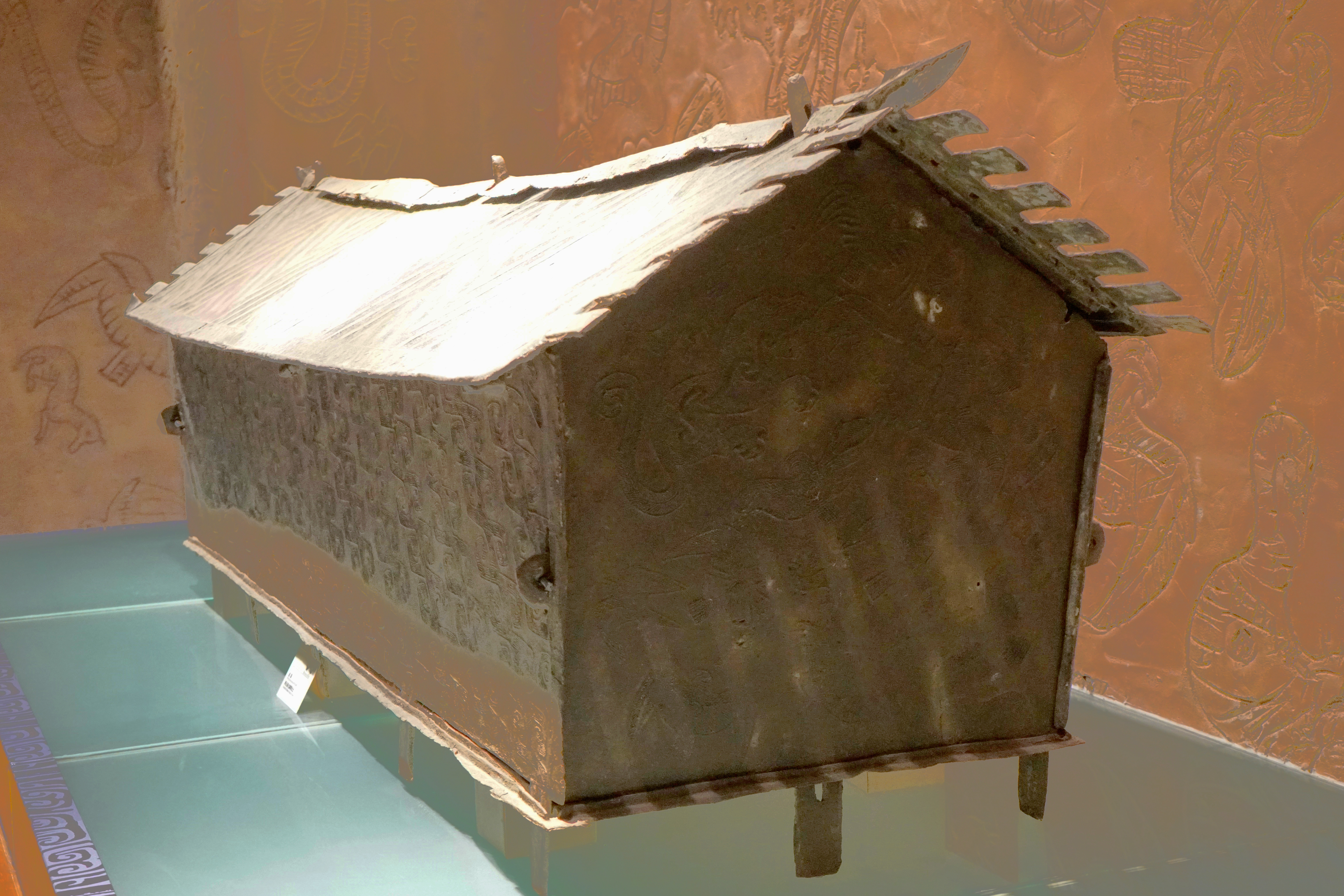
战国云雷鸟兽纹铜棺，国家一级文物，发掘于大波那古墓群遗址，现存于云南省博物馆
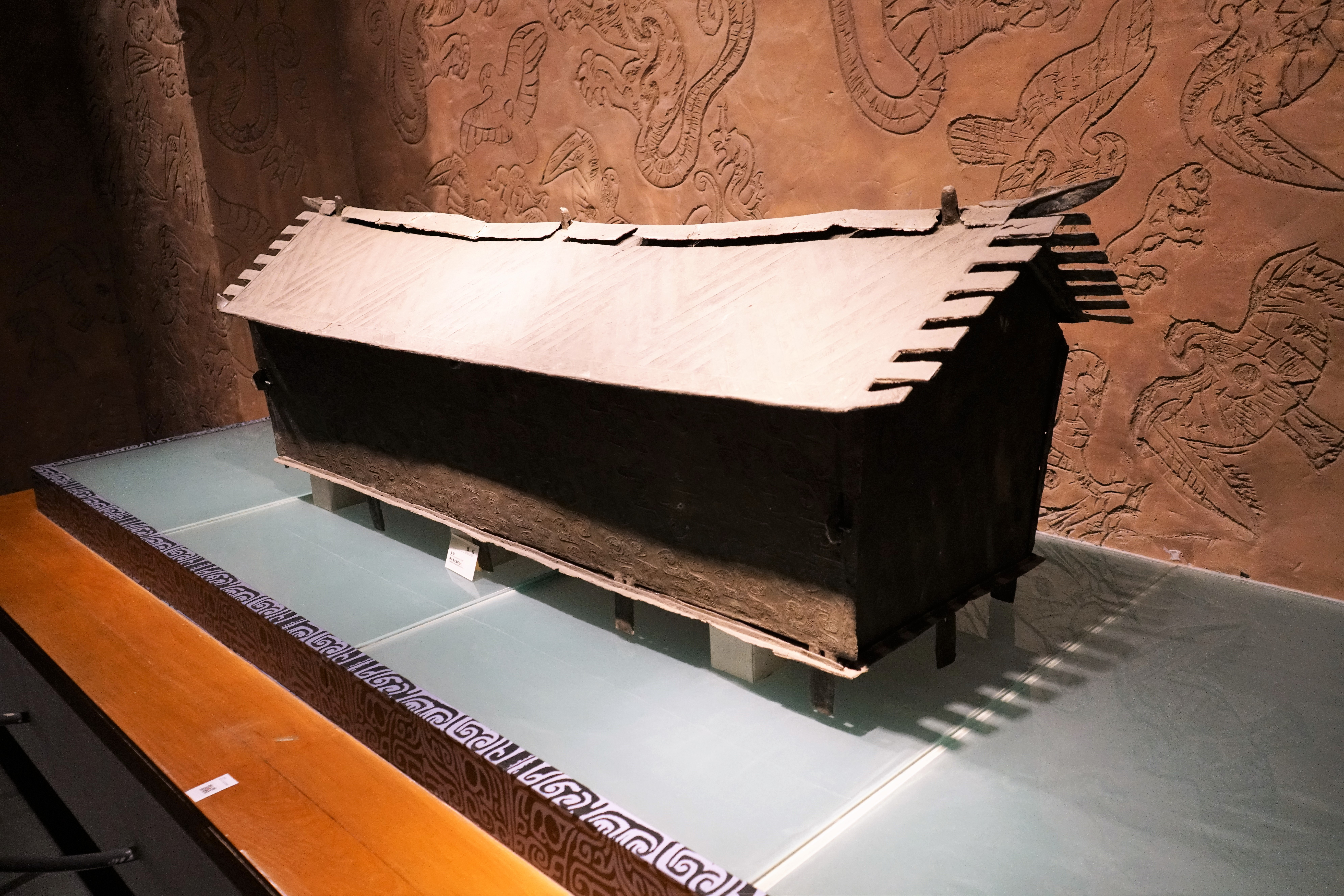
战国云雷鸟兽纹铜棺右后方
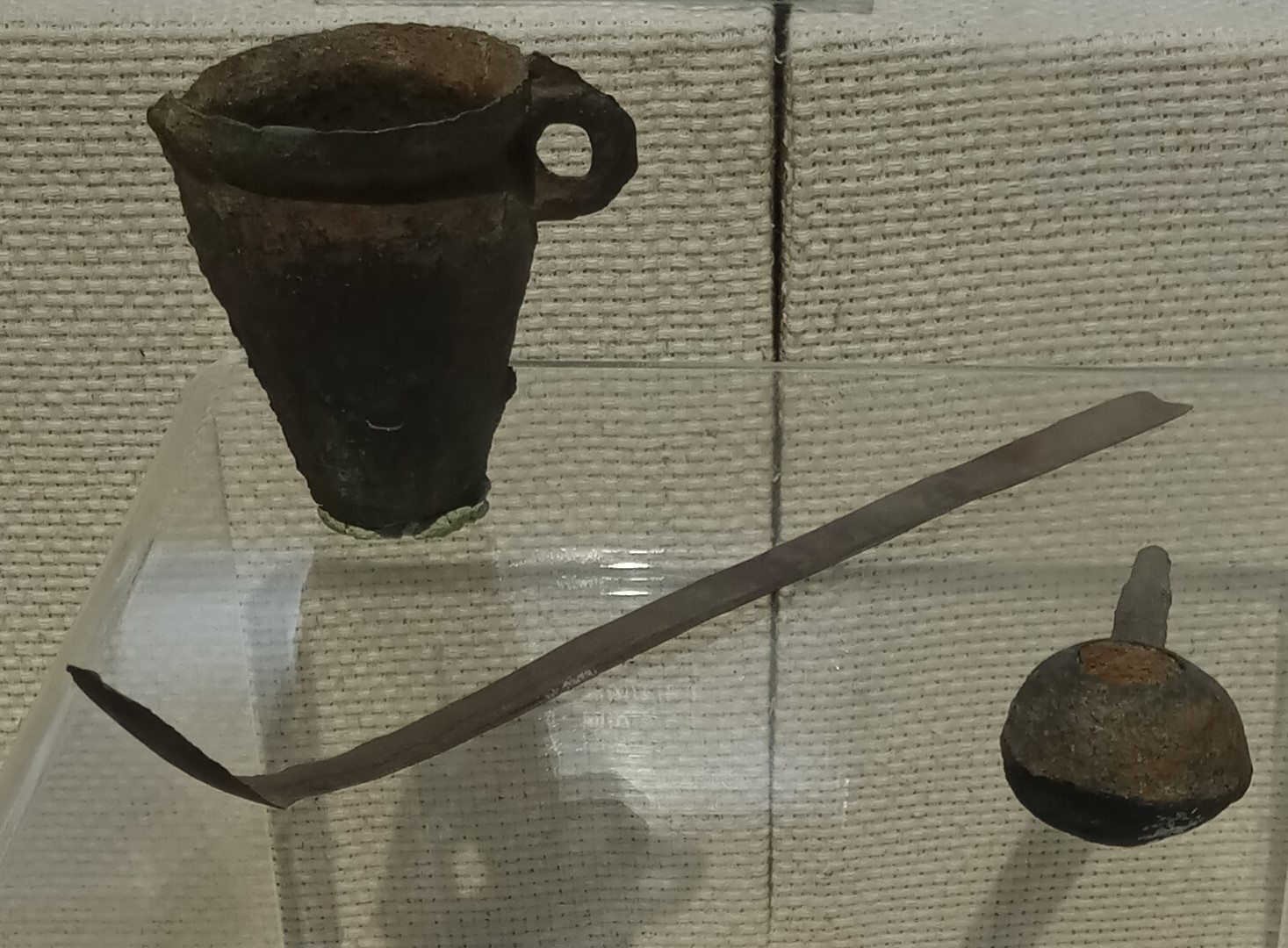
战国铜杯，发掘于大波那古墓群遗址，现存于大理州博物馆
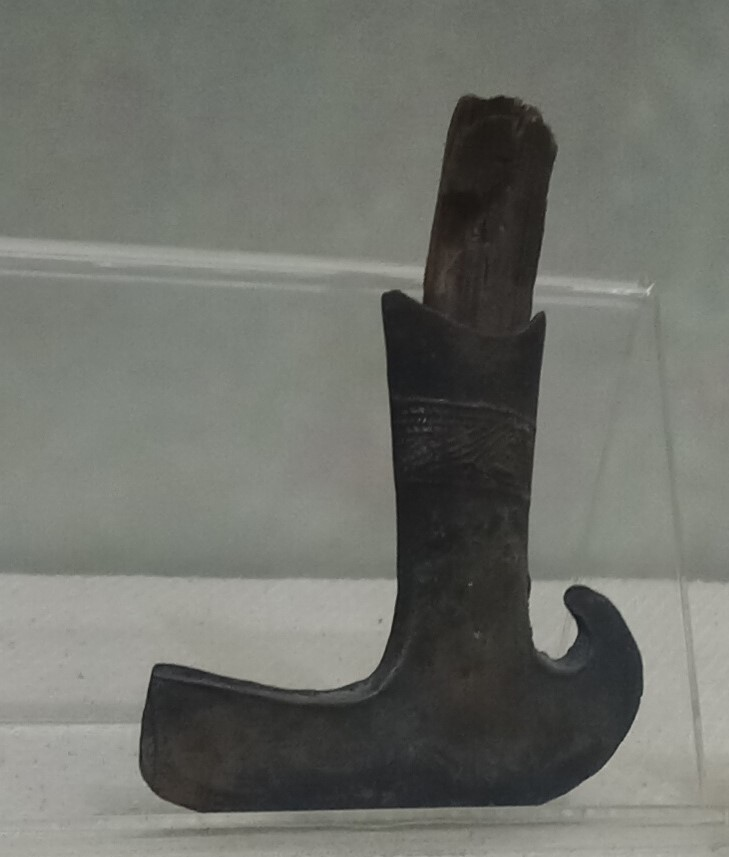
战国靴形铜钺，发掘于大波那古墓群遗址，现存于大理州博物馆
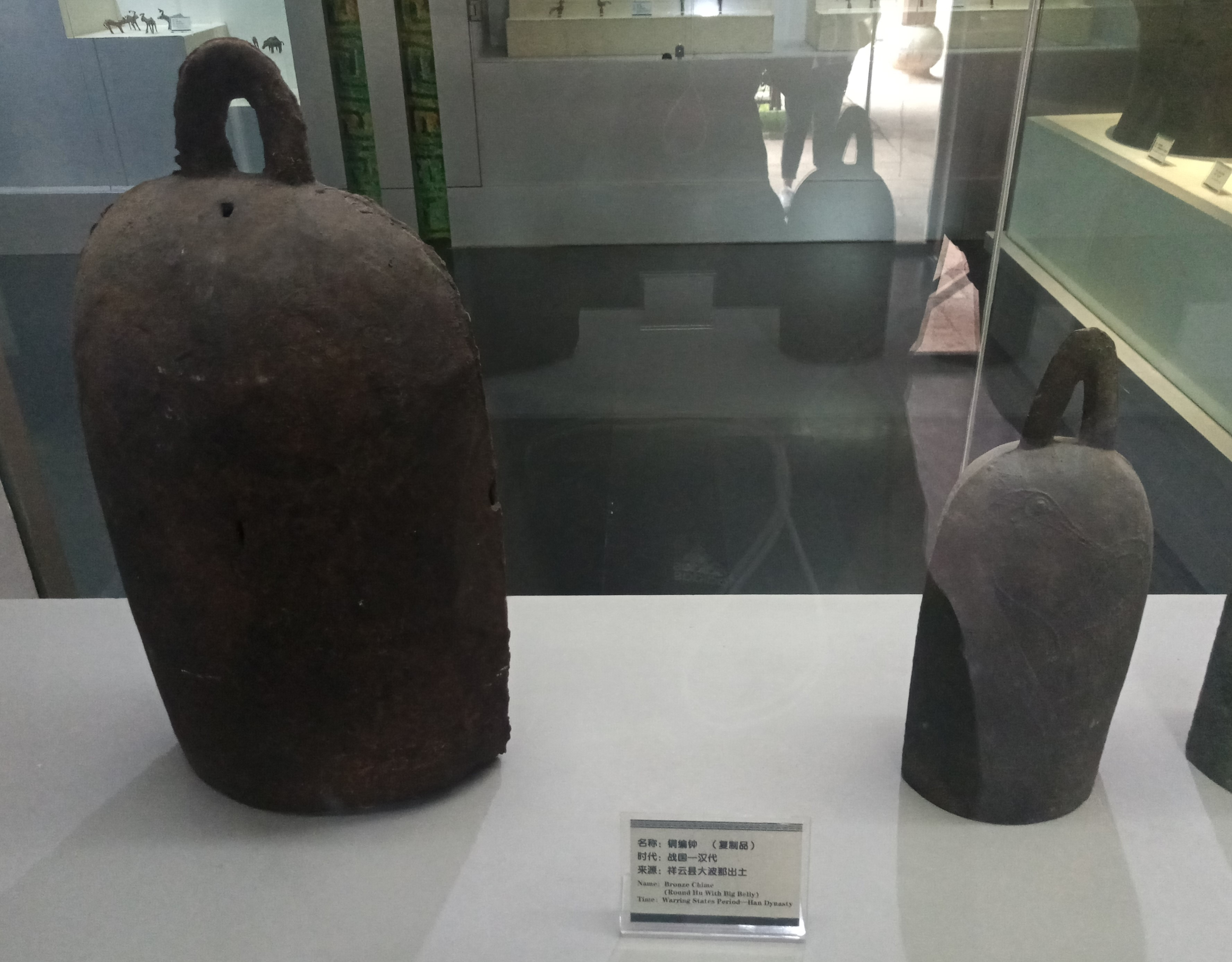
铜编钟（复制品），真品发掘于大波那古墓群遗址，现存于大理州博物馆
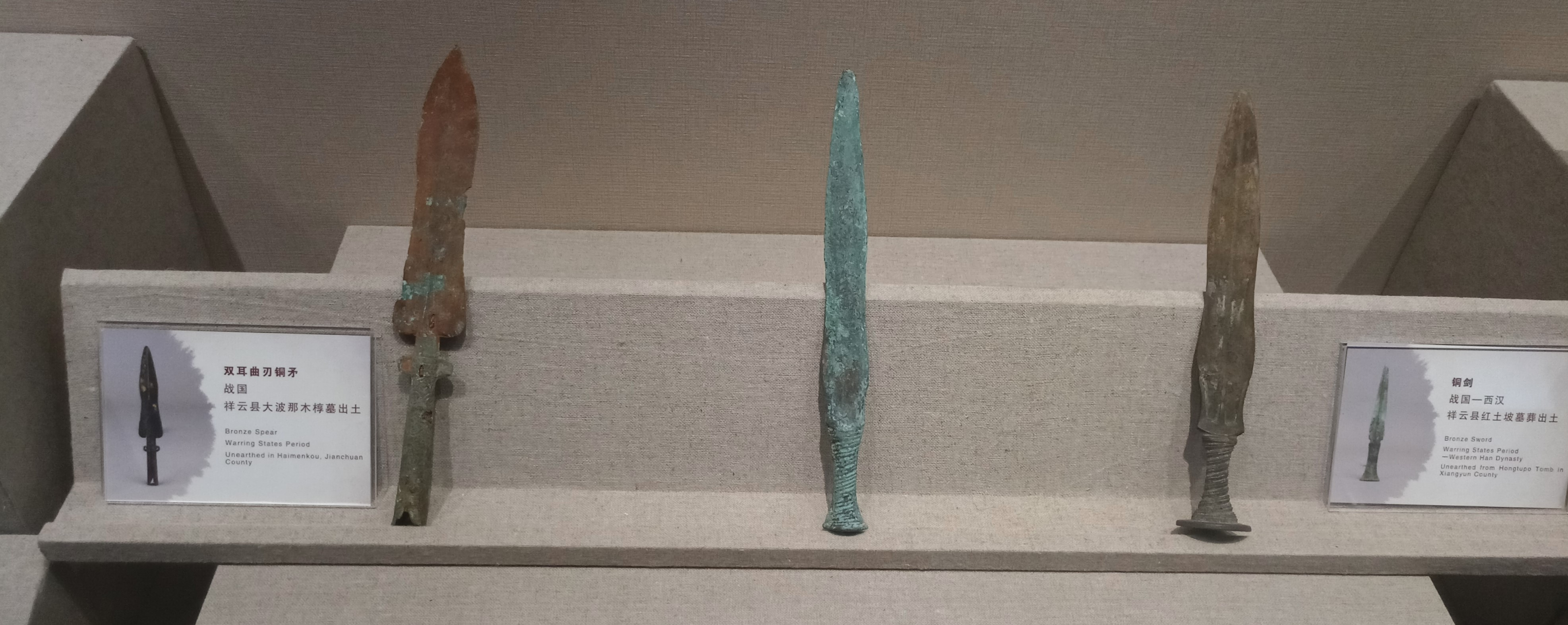
铜矛 铜剑，发掘于大波那古墓群遗址，现存于大理州博物馆
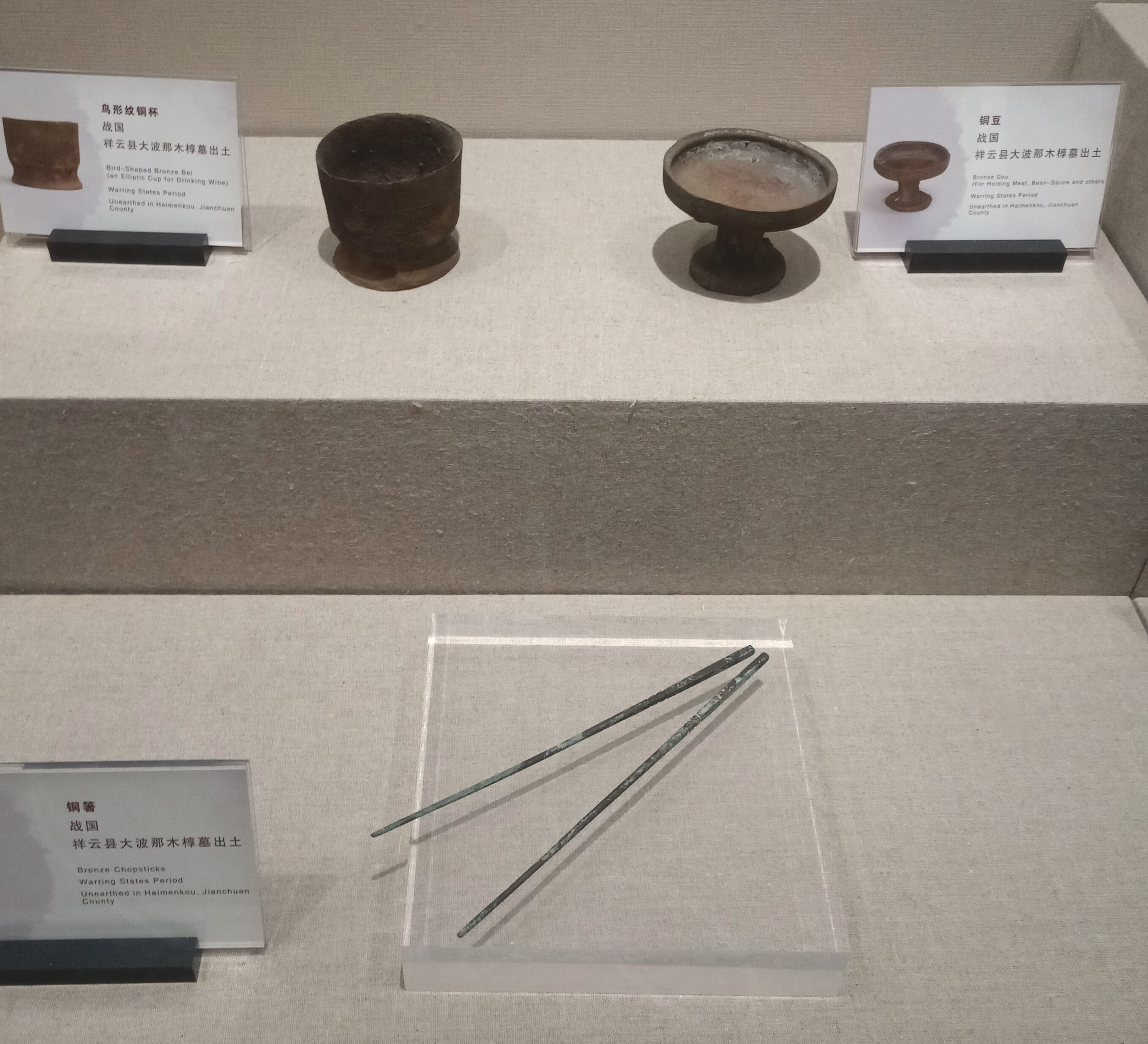
鸟形纹铜杯、铜豆、铜箸，发掘于大波那古墓群遗址，现存于大理州博物馆
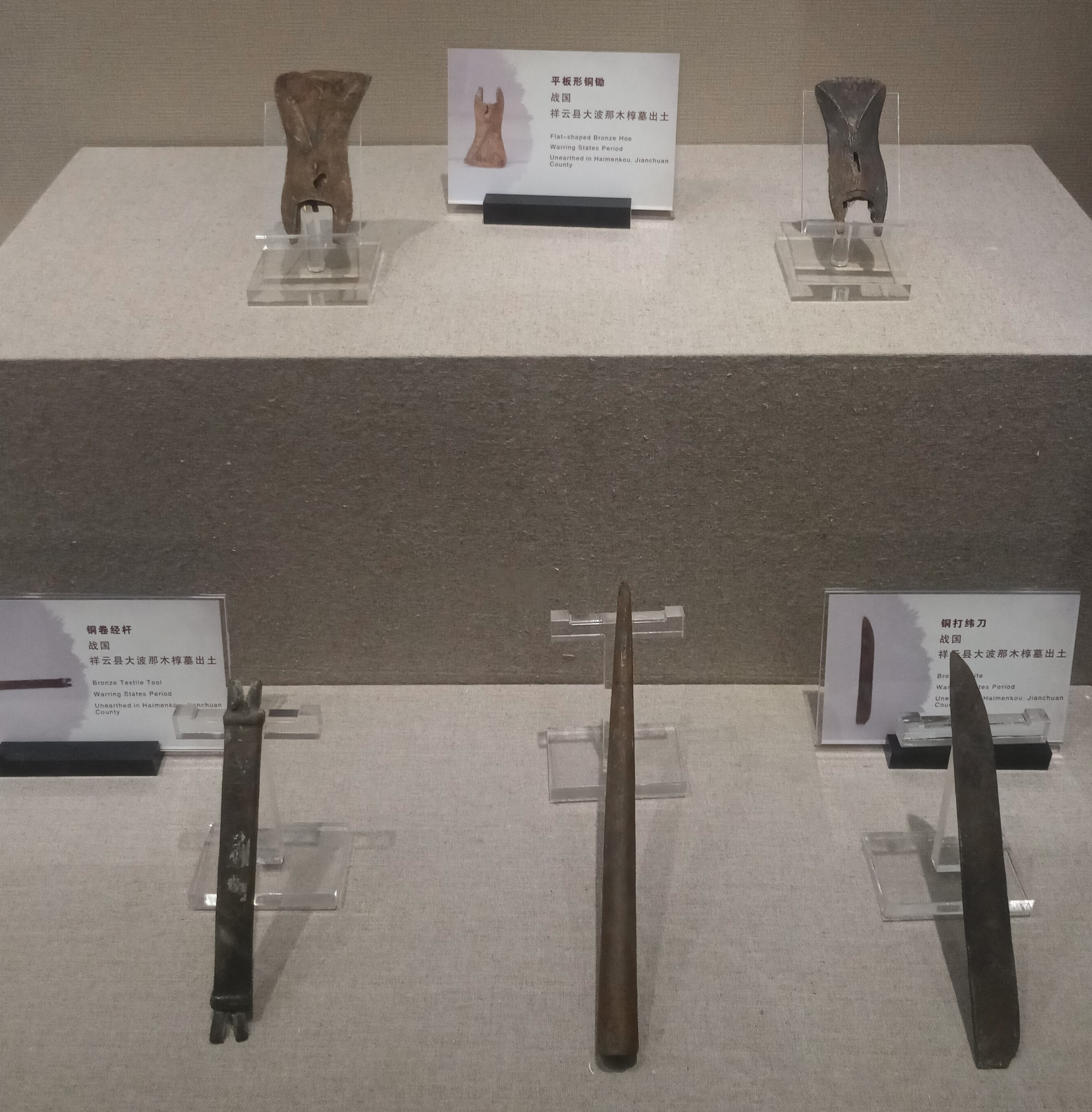
平板形铜锄、铜卷经杆、铜打纬刀，发掘于大波那古墓群遗址，现存于大理州博物馆